# Pedicularis nordmanniana
Pedicularis nordmanniana är en snyltrotsväxtart som beskrevs av Aleksandr Andrejevitj Bunge. Pedicularis nordmanniana ingår i släktet spiror, och familjen snyltrotsväxter. Inga underarter finns listade i Catalogue of Life.